# Massilia umbonata
Massilia umbonata es una especie de bacteria gramnegativa del género Massilia. Fue descrita en el año 2014. Su etimología hace referencia a escudo en relieve, por su morfología. Es aerobia y móvil por flagelo polar. Tiene un tamaño de 0,6-0,8 μm de ancho por 2-2,5 μm de largo. Forma colonias amarillas, redondas, umbonadas y con márgenes enteros en agar TSG tras 3 días de incubación. Temperatura de crecimiento entre 4-37 °C, óptima de 28-30 °C. Catalasa positiva y oxidasa negativa. Tiene un contenido de G+C de 66%. Se ha aislado de una mezcla de suelo y lodo en España. 